# Сни Юлії і Германа
«Сни Юлії і Германа» — роман української письменниці Галини Пагутяк.
Роман складається з двох частин: власне роману «Сни Юлії і Германа» і «Кенізберзького щоденника». Ось як пише сама авторка про таку побудову роману: 
|  | У моєму романі «Сни Юлії і Германа» немає про Канта ні слова, але він там присутній як ангел-охоронець Кенігсберга. Щоденник, який є другою частиною в романі, пояснює те, що залишилося поза текстом. Можна прочитати сам роман і скласти про нього думку. А потім довідатися про моє сприйняття цієї історії зі Щоденника. |

## Сюжет, головні герої
Початок роману: три парки випрядають «нитки людських доль, вплітаючи їх у основу життя». Несподівано виявляється, що це «жива картина» — аматорський театр в домі графині Луїзи. В цей дім, в товариство поміщиків вперше запрошений Герман — офіцер, що залишив службу в полку, розквартированому в Кенігсберзі, бо по смерті тітки отримав в спадок чималий маєток поблизу Кенігсберга. Герману важко звикнути до нового життя поміщика, а ще його гідність принижена низкою важких умов заповіту тітки. Герман любить душевний спокій, але він непокоїться, це пояснено в «Кенігсберзькому щоденнику»: «Чому б не повернутися в місто юності? Але він раб свого спадку. Суспільство йому цього не пробачить».
Юлії Веллер ще нема 16-ти років, вона пережила зруйнування рідного Кенігсберга, смерть батька і матері. Вона з паралізованим дідусем ховається в підвалі їхнього будинку. Будинок був збудований на старому фундаменті, в якому були двері до старого підземелля, яким можна вийти за місто. Коли Юлії виповнилося 14 років дідусь дав їй ключ від цих дверей зі словами: «Ці двері для тих, кому немає куди йти…». Також дідусь віддав їй перлове намисто бабці. Юлія доглядала спаралізованого дідуся, вони голодували. Коли дідусь помер, вона відкрила двері, ввійшла в підземелля, в певний містичний лабіринт, щоб вийти із зруйнованого міста і знайти тітку Агнесу, мамину рідну сестру. Юлія виходить з лабіринту, але не знаходить тітки.
В романі чергуються дійсність і сни Германа та Юлії.
В снах Герман бачить події, які відбудуться через 100 років, перебуває в Кенігсберзі, який руйнується бомбардуваннями в кінці Другої світової війни. Він разом з небагатьма вцілілими людьми, які мовчать, щось шукає в руїнах міста.
І в снах і в дійсності у Германа виникають високі душевні пориви, але він їх на може втілити. В реальності він хоче навчитися вести сільське господарство, навіть читає відповідні книжки, їздить в справах по маєтку з управителем Богушем. Але Герман не хоче і не може стати господарем на землі. Хоче забрати свого ординарця Ганса, якого позичив товаришу по службі, в свій маєток, але не встигає — Ганс помирає від застуди. В снах він хоче допомогти мовчальникам щось знайти в Кенігсберзі, але на відміну від інших нічого не знаходить; хоче захисти цих людей як військовий, але також далі думок не йде.
Сни Юлії пов'язані з гарними і сумними спогадами дитинства в домі батьків.

## Цитати з роману
|         | Рано-навесні усі пагони виглядають однаково, тому важко розпізнати між ними сухі. Можна ненароком знищити те, що здатне жити. |
| — с. 74 | |

|          | …Напевно, тому всихають дерева, яким бракне сонця, бо його заступають дерева більші й вищі. Вони перестають боротися за свій життєвий простір. … Один очищає ліс від хворих і слабких дерев, а інший міркує, яку вигоду з цього отримати. А поруч — життя, що саме себе знищує, позаяк не може знищити інші життя. Війна. Ні, гірше, ніж війна, набагато гірше. Бо війни починають і завершуються піднесенням, або їх можна уникнути, а основа життя залишається незмінною — нерівність та несправедливість. З цим кожне життя невпинно рухається до смерті. |
| — с. 118 | |

|          | Інколи світ стає особливо огидним. Особливо, коли ти сам відчуваєш свою причетність до вселенської несправедливості. |
| — с. 120 | |

|          | Усе, що ми втратили, не зникає, а складається в кошик наших снів. |
| — с. 127 |                                                                   |

## Цитати з «Кенігсберзького щоденника»
|          | Адже трагедія міста, у якого відібрали ім'я, мешканців, будівлі, так нагадує трагедію сучасної людини, в якої також відібрали його особистість, підмінивши її ілюзією, фантомом. Ілюзією причетності, самореалізації, вибору. Насправді вибору не існує, особливо в найкращих серед людей. |
| — с. 191 | |

|          | Характерною ознакою інфікації суспільства коричневою, червоною чи чорною чумою є знищення класичних моральних і духовних вартостей. У першу чергу. Ну, що ж, все це ми вже проходили. Але я згадала слова Достоєвського: «Что есть ад? Страдание о том, что нельзя больше любить». Ні батьківщину, ні мову, ні іншу людину. Тільки зараз замість заборони — висміювання і приниження страждань. Якось чума увійшла в Кенігсберг і її легко було розпізнати. Де чума — там смерть. Але сьогодні ця краля посміхається з глянцевих палітурок у цілому світі, що зісковзує в пекло. Зло стало глобальним. А оскільки письменники віддаються словесній розпусті, Кенігсберг і Дрезден будуть знову й знову гинути. І коли музиканти, і філософи, і художники… Вони не розуміють, що людей слід готувати до пекла заздалегідь. Тоді, можливо, хтось і врятується. Кенігсбергу моєї душі, ти знаєш про що я… |
| — с. 193 | |

## Подарунок Галини Пагутяк Вікімедіа Україна
Галина Пагутяк  16 вересня 2011 р. на 18-му Форумі видавців у Львові подарувала книгу «Сни Юлії і Германа» зі своїм автографом бібліотеці Вікімедіа Україна [Архівовано 17 листопада 2012 у Wayback Machine.].